# Джей Себрінг
Томас Джон Куммер (англ. Thomas John Kummer, 10 жовтня 1933 — 9 серпня 1969, професійно відомий як Джей Себрінг (Сібрінг, англ. Jay Sebring), був американським стилістом знаменитостей та засновником корпорації в галузі стилістики Sebring International. Себрінга вбили члени родини Менсон разом із його колишньою дівчиною Шерон Тейт.

## Раннє життя
Народився в Бірмінгемі, штат Алабама, Себрінг був сином бухгалтера Бернарда Куммера та його дружини Маргаретт Гібб. Він виріс з одним братом і двома сестрами в будинку середнього класу в Саутфілді, штат Мічиган. 
Закінчивши в 1951 році середню школу Саутфілд, Себрінг чотири роки служив у ВМС, і за цей час він воював у війні в Кореї. Потім він переїхав до Лос-Анджелеса, де прийняв прізвище Джей Себрінг: Джей, від першої початкової букви його середнього імені, а Себрінг — від відомої автомобільного гонки у Флориді. 
У Лас-Вегасі 10 жовтня 1960 року Себрінг одружився з моделлю Бонні Лі Марпл, на прізвисько Камі. Союз неофіційно закінчився в серпні 1963 року. 

## Кар'єра
У Лос-Анджелесі він закінчив школу краси і скоро «винайшов абсолютно новий спосіб стрижки чоловічого волосся». Його інновації, включаючи миття волосся чоловічим способом, перш ніж укладати його, стригти волосся ножицями замість машинок для стрижки, а також використовувати сушарки, популярні в Європі, але не дуже відомі в Сполучених Штатах. Він використовував спрей для волосся в епоху, коли Brylcreem був прийнятим продуктом для волосся для чоловіків.
У Лос-Анджелесі популярним виявились його модний салон та стиль стрижки волосся. Він викладав свої методи іншим, тим хто потім відкрив франшизи Salon Jay Sebring; його техніку стилізації досі викладають через 40 років після смерті. У 1967 році він відкрив компанію Sebring International для франчайзингу своїх салонів та продажу засобів для догляду за волоссям. 
У той час, коли перукарі брали від 1 до 2 доларів за стрижку, Себрінг брав 50 і більше доларів. Його клієнти з укладання волосся включали Уоррена Бітті та Стіва МакКуїна. Він прилітав до Лас-Вегаса кожні три тижні, щоб стригти волосся Френка Сінатри та Семмі Девіса-молодшого На прохання Кірка Дугласа Себрінг робив зачіску для фільму «Спартак». Пізніше він розробив вільний стиль Джима Моррісона з The Doors.
Його бізнес «Себрінг Інтернешнл» процвітав до кінця 1960-х, маючи прибуткові салони у Західному Голлівуді, Нью-Йорку та Лондоні. Себрінг дотримувався playboy-способу життя, з його гучними голлівудськими особистостями, як Бітті, серед його найближчих соратників. 
Себрінг допоміг розпочати кар'єру Брюса Лі після зустрічі з ним на Міжнародному чемпіонаті з карате в Лонг-Біч в 1964 році. Він познайомив Лі зі своїм другом продюсером Біллом Дозьєром, який розпочав кар'єру Лі з фільму «Зелений шершень».
Хоча сам не шукав акторської кар'єри, Себрінг виступив як камео в грудні 1966 року в телешоу «Бетмен», зігравши персонажа, заснованого на самому собі, що називався містером Oceanbring.  

## Відносини з Шерон Тейт
Себрінг був представлений Шарон Тейт журналістом Джо Хаймсом у жовтні 1964 року, і вони почали відносини. Себрінг купив колишній будинок Пола Берна, чоловіка Джин Гарлоу, на Easton Drive в Бенедикт-Каньйоні, який тоді належав Саллі Форест. 
Тейт поїхала до Лондона на початку 1966 року, щоб працювати над фільмами «Безстрашні вампіри» з режисером Романом Поланським. Вони почали відносини, і Тейт закінчила свої стосунки із Себрінг, який поїхав до Лондона, щоб зустріти Поланського. Він подружився з Поланським, залишаючись другом Тейт. Пізніше Поланскі прокоментував, що, незважаючи на спосіб життя Себрінга, він був дуже самотньою людиною, яка вважала Тейта і Поланського своєю родиною. 
Влітку 1968 року Роман Поланський та Шарон Тейт познайомили Себрінга з другом Поланського Войцехом Фриковським та його дівчиною, кавовою спадкоємицею Ебіґейл Фолгер, яка нещодавно переїхала до Лос-Анджелеса з Нью-Йорка. Пізніше Фолджер інвестувала у засоби по догляду за волоссям Sebring для чоловіків.

## Загибель
8 серпня 1969 року Себрінг, Тейт, Фріковський та Фолджер разом вирушили в мексиканський ресторан El Coyote. Після повернення до резиденції Поланського на Cielo Drive, вбивці Патрісія Кренвінкел, Сьюзен Еткінс та Чарльз «Текс» Вотсон увійшли в дім. Після примушення чотирьох мешканців будинку перейти до вітальні вони наказали лягти обличчям на підлогу. Себрінг протестував і попросив зловмисників врахувати вагітність Тейт. Його застрелив Вотсон, який кілька разів ударив його по обличчю, коли він лежав, вмираючи, і розбив ніс. Потім він отримав сім колотих ран і помер від втрати крові, спричиненої колотими ранами. Потім група вбила Фріковського, Фолгера та Тейт. 
У середу, 13 серпня, відбулися похорони Тейт та Себрінга; похорони були призначені проміжку в кілька годин один від одного (спочатку Тейт, а потім Себрінга), щоб взаємні друзі могли відвідати обидва. 
Себрінг був похований на кладовищі Святого Гробу в Сауфілді, штат Мічиган. Стів Макквін висловив прощальну промову.